# Lobobunaea thoirei
Lobobunaea thoirei är en fjärilsart som beskrevs av Eugène Louis Bouvier 1926. Lobobunaea thoirei ingår i släktet Lobobunaea och familjen påfågelsspinnare. Inga underarter finns listade i Catalogue of Life.